# Escut de Palanques
L'escut de Palanques és un símbol representatiu oficial de Palanques, municipi del País Valencià, a la comarca dels Ports. Té el següent blasonament:
| « | Escut quadrilong de punta redona. En camp de gules, una passarel·la (palanca) d'or sobre roques del mateix color. En punta, ones d'argent i d'atzur. Al timbre, corona reial oberta. | » |

## Història
L'escut fou aprovat per Resolució de 2 de desembre de 2002, del conseller de Justícia i Administracions Públiques, publicada en el DOGV núm. 4.398, de 13 de desembre de 2002.
Es tracta d'unes armes parlants al·lusives al nom de la població i que recorden l'existència d'un pont de fusta, d'origen medieval, sobre el riu Bergantes.

Segell, anterior a 1867, que es conserva a l'AHN.

És un escut d'ús immemorial. En l'Arxiu Històric Nacional es conserven dos segells en tinta, un de l'Alcaldia i de 1867, i l'altre del municipi i anterior. En l'escut de 1867 hi apareixen l'escut d'Espanya però en el més antic hi apareix la palanca o pont de fusta. Va acompanyat de la següent nota:
| «                                                             | (castellà) Este sello hace que no sirbe del año 1867, que se hizo el otro de la Alcaldía y según noticias, la raya que ay en el medio del sello sijnifica una palanqua por ser el nombre del pueblo palanques. No se sabe los años que esta en esta Alcaldia solo que de inmemorial lo anbenido usando hasta que seizo el que en el dia se husa. Las letras que en el mismo se hallan dicen: de palanques. | (català) Aquest segell fa que no serveix de l'any 1867, que es va fer l'altre de l'Alcaldia i segons notícies, la ratlla que hi ha al mig del segell significa una palanca per ser el nom del poble palanques. No se sap els anys que està en aquesta Alcaldia només que de immemorial l'han vingut fent servir fins que es va fer el que en el dia s'usa. Les lletres que en el mateix es troben diuen: de palanques. | » |
| — Palanques 12 de Setiembre de 1876. El Alcalde. José Pitarch | | |   |